# 카바미노헤모글로빈
카바미노헤모글로빈(영어: carbaminohemoglobin, CO2Hb)은 적혈구가 이산화탄소를 옮기기 위한 형태로 검붉은색을 띤다. 산소 헤모글로빈이 4개의 산소 분자와 결합하는 것과 달리 카바미노헤모글로빈은 한 개의 이산화탄소와 결합하며 폐포 근처로 운반된다. 이후 분압차에 의한 확산 현상으로 이산화탄소가 떨어져 나와 폐포의 안으로 들어가 외부로 배출된다. 혈액 내에서 카바미노헤모글로빈의 형태로 옮겨지는 이산화탄소는 약 23% 정도이다.

## 같이 보기
- 헤모글로빈